# Landesbehörde für Verfassungsschutz
In den deutschen Bundesländern besteht jeweils eine Landesbehörde für Verfassungsschutz mit der Aufgabe, mit nachrichtendienstlichen Mitteln zum Verfassungsschutz beizutragen. In sechs Ländern ist diese in Form eines Landesamts für Verfassungsschutz eingerichtet, in den zehn übrigen werden die Aufgaben des Verfassungsschutzes von einer Abteilung des Landesinnenministeriums wahrgenommen.

## Historische Entwicklung und Trennungsgebot
Im Jahre 1950 wurde mit dem Bundesamt für Verfassungsschutz in der Bundesrepublik erstmals ein Inlandsnachrichtendienst erschaffen, der seitdem von der Polizei organisatorisch, kompetenziell und funktionell getrennt ist. In der Folgezeit haben die Länder vom Bund unabhängige Landesämter für den Verfassungsschutz eingerichtet.
Das Trennungsgebot zwischen Polizei und Nachrichtendiensten ergibt sich ausdrücklich aus den Verfassungsschutzgesetzen des Bundes und der Länder sowie in Brandenburg und Sachsen zusätzlich aus den dortigen Landesverfassungen; ob sich aus dem Bundesstaatsprinzip des Artikel 20 Grundgesetz ein Trennungsgebot schlussfolgern lässt, ist umstritten.
Das Trennungsgebot besagt, dass für Nachrichtendienste und Polizei jeweils eigene organisatorisch voneinander getrennte Behörden geschaffen werden sollen (organisatorische Komponente), beide Einrichtungen eine unterschiedliche Aufgabenstellung haben (funktionelle Komponente) und darüber hinaus mit unterschiedlichen Befugnissen agieren (kompetenzielle Komponente). Das Trennungsgebot bedeutet nicht, dass eine Informationsweitergabe zwischen Polizei und Verfassungsschutz verboten wäre. Vielmehr ist dort, wo die jeweilige  Aufgabenerfüllung das erforderlich macht, eine Zusammenarbeit der Behörden gefordert. Das gemeinsame Terrorismus-Abwehrzentrum in Berlin und die neu geschaffene Antiterrordatei sind beispielhaft für eine solche Zusammenarbeit.

## Organisatorischer Aufbau
In der Bundesrepublik existieren 16 Landesbehörden und zwei Bundesbehörden für den Verfassungsschutz. Neben dem Bundesamt für den Verfassungsschutz nimmt der Militärische Abschirmdienst für den Geschäftsbereich des Bundesministeriums der Verteidigung die Aufgaben des Verfassungsschutzes wahr.
Die Landes- und Bundesbehörden sind voneinander getrennt und es bestehen grundsätzlich keine Weisungsbefugnisse zwischen ihnen.
Die Organisation der Landesbehörden ist unterschiedlich geregelt. Während einige Länder ähnlich dem Bund ihre Verfassungsschutzbehörden als Landesämter organisieren, die dem jeweils zuständigen Innenressort unterstellt sind (z. B. Bayern, Sachsen), ist der Verfassungsschutz in anderen Ländern als Abteilung organisatorischer Bestandteil des jeweiligen Innenressorts (z. B. Brandenburg, Berlin). 2018 gliederte das Saarland sein Landesamt für Verfassungsschutz in das Saarländische Ministerium für Inneres, Bauen und Sport ein.

## Aufgaben
Das BfV und die Landesbehörden für Verfassungsschutz (LfV) haben den gesetzlichen Auftrag (§ 3 BVerfSchG bzw. Landesverfassungsschutzgesetze), Informationen, insbesondere sach- und personenbezogene Auskünfte, Nachrichten und Unterlagen zu sammeln und auszuwerten über:
- Bestrebungen, die gegen die freiheitliche demokratische Grundordnung, den Bestand oder die Sicherheit des Bundes und eines Landes gerichtet sind oder eine ungesetzliche Beeinträchtigung der Amtsführung der Verfassungsorgane des Bundes oder eines Landes oder ihrer Mitglieder zum Ziel haben,
- sicherheitsgefährdende oder geheimdienstliche Tätigkeiten im Geltungsbereich dieses Gesetzes für eine fremde Macht,
- Bestrebungen, die durch Anwendung von Gewalt oder darauf gerichtete Vorbereitungshandlungen auswärtige Belange der Bundesrepublik Deutschland gefährden,
- Bestrebungen, die gegen den Gedanken der Völkerverständigung (Art. 9 Abs. 2 GG), insbesondere gegen das friedliche Zusammenleben der Völker (Art. 26 Abs. 1 GG) gerichtet sind.

Darüber hinaus beobachten einige LfV Bestrebungen und Tätigkeiten der Organisierten Kriminalität.
Ferner wirken das BfV und die LfV mit
- bei der Sicherheitsüberprüfung von Personen, denen im öffentlichen Interesse geheimhaltungsbedürftige Tatsachen, Gegenstände oder Erkenntnisse anvertraut werden, die Zugang dazu erhalten sollen oder ihn sich verschaffen können,
- bei der Sicherheitsüberprüfung von Personen, die an sicherheitsempfindlichen Stellen von lebens- oder verteidigungswichtigen Einrichtungen beschäftigt sind oder werden sollen,
- bei technischen Sicherheitsmaßnahmen zum Schutz von im öffentlichen Interesse geheimhaltungsbedürftigen Tatsachen, Gegenständen oder Erkenntnissen gegen die Kenntnisnahme durch Unbefugte, bei der Überprüfung von Personen in sonstigen gesetzlich bestimmten Fällen.

## Befugnisse/Informationserhebung
Neben der Erhebung sachbezogener offener Daten im Rahmen der Aufgabenerfüllung stehen den Landesbehörden je nach den für sie geltenden gesetzlichen Grundlagen verschiedene sog. nachrichtendienstliche Mittel zur Erhebung personenbezogener Daten zu. Bei einem nachrichtendienstlichen Mittel handelt es sich grundsätzlich um Mittel und Methoden der verdeckten Informationsbeschaffung. Dazu zählen klassischerweise:
- Einsatz von sog. V-Männern: Der Verfassungsschutz bedient sich zur Informationserhebung sog. menschlicher Quellen, die aus der beobachteten extremistischen Szene kommen und die dort gewonnenen Informationen an die Nachrichtendienste weitergeben. Sie stehen in keinem Beschäftigungsverhältnis zur Verfassungsschutzbehörde.
- Observationen
- Verdeckte Ermittlungen und Befragungen
- Verwendung von Legenden und Tarnpapieren
- Überwachung des Fernmelde- und Postverkehrs nach dem Gesetz zu Art. 10 GG.

Diese Aufzählung ist nicht abschließend und variiert in den einzelnen Ländern und dem Bund je nach deren gesetzlichen Grundlagen.

## Einzelne Länder
In den folgenden Bundesländern sind eigene Landesämter für Verfassungsschutz eingerichtet:
- Baden-Württemberg: Landesamt für Verfassungsschutz Baden-Württemberg
- Bayern: Bayerisches Landesamt für Verfassungsschutz
- Bremen: Landesamt für Verfassungsschutz Bremen
- Hamburg: Landesamt für Verfassungsschutz der Freien und Hansestadt Hamburg
- Hessen: Landesamt für Verfassungsschutz Hessen
- Sachsen: Landesamt für Verfassungsschutz Sachsen

In folgenden Ländern ist der Verfassungsschutz eine Abteilung des Innenministeriums:
- Berlin: Senatsverwaltung für Inneres und Sport, Abteilung II Verfassungsschutz
- Brandenburg: Ministerium des Innern und für Kommunales, Abteilung 5 Verfassungsschutz
- Mecklenburg-Vorpommern: Ministerium für Inneres und Europa, Abteilung 5 Verfassungsschutz
- Niedersachsen: Ministerium für Inneres, Sport und Integration, Abteilung 5 Verfassungsschutz
- Nordrhein-Westfalen: Ministerium des Innern, Abteilung 6 Verfassungsschutz
- Rheinland-Pfalz: Ministerium des Innern und für Sport, Abteilung 6 Verfassungsschutz
- Saarland: Ministerium für Inneres, Bauen und Sport, Abteilung V Verfassungsschutz
- Sachsen-Anhalt: Ministerium für Inneres und Sport, Abteilung 4 Verfassungsschutz
- Schleswig-Holstein: Ministerium für Inneres, ländliche Räume und Integration, Abteilung 7 Verfassungsschutz
- Thüringen: Ministerium für Inneres und Kommunales, Amt für Verfassungsschutz